# Sala Porta4
La Sala Porta4 es una escuela y sala alternativa de exhibición teatral situada en el barrio de Gracia de Barcelona.

## Origen
Su creadora y directora es Verónica Pallini, actriz, docente y doctora en antropología. Con una trayectoria que se remonta al año 2006, el espacio fue concebido inicialmente como una escuela de teatro, proyecto que se amplió como espacio escénico abierto a nuevos formatos y propuestas. Así, en 2010 nacería la sala de exhibición teatral con el nombre de Porta4, consolidando, Escuela y Sala, los procesos de aprendizaje, investigación y creación. El plan integral de formación se compone de 4 años básicos (Iniciación Actoral, Interpretación I, Interpretación II y Montaje de obra) que el alumno puede complementar con otros cursos intensivos, monográficos y seminarios especializados.

### La Escuelita
La Escuelita Porta4 es un espacio reservado para los más jóvenes, donde niños y jóvenes pueden explorar su potencial expresivo a través del teatro. Se estructura en tres grupos:
- Teatro para Niños: Dirigido a niños de 5 a 7 años y de 8 a 12 años.
- Teatro para Jóvenes: Dirigido a jóvenes de 13 a 17 años.
- Teatro y cine: Dirigido a niños y jóvenes de 8 a 17 años